# فياتشيسلاف تشيرنوفيل
فياتشيسلاف ماكسيموفيتش تشيرنوفيل (بالأوكرانية: Вячеслав Максымович Чорновил؛ 24 ديسمبر 1937 - 25 مارس 1999) كان سياسياً أوكرانياً ومنشقاً سوفيتياً. واعتُقل عدة مرات في الستينيات والسبعينيات والثمانينيات بسبب آرائه السياسية لكونه معارضاً أوكرانياً بارزاً في الاتحاد السوفيتي. أصبح تشيرنوفيل منذ 1992 فصاعدًا، أحد قادة روخ، الحركة الشعبية في أوكرانيا، التي كانت أول حزب معارضة في أوكرانيا الديمقراطية، ورئيس تحرير صحيفة تشاس تايم (تشاس) منذ 1995. ويعد من أبرز الشخصيات السياسية في الثمانينيات والتسعينيات، مهد تشيرنوفيل الطريق أمام أوكرانيا المعاصرة لاستعادة استقلالها.
كان تشيرنوفيل المولود في أوبلاست كييف، في الأصل صحافياً في إحدى الصحف والتلفزيون قبل فصله والحكم عليه بالعمل القسري بسبب نشاطه الانشقاقي. أصبح تشيرنوفيل أحد أبرز نشطاء الاستقلال في أوكرانيا، وكان عضواً مبكراً في مجموعة هلسنكي الأوكرانية. أسس الحركة الشعبية في أوكرانيا في 1988، وهو أول حزب غير شيوعي في أوكرانيا، وخاض الانتخابات دون جدوى ليصبح أول رئيس لأوكرانيا المستقلة في 1991، وخسر أمام ليونيد كرافتشوك.
أصبح تشيرنوفيل أحد أبرز منتقدي الرئيس ليونيد كوتشما بعد الانتخابات الرئاسية الأوكرانية في 1994. وعلى الرغم من أنه كان من المتوقع أن يواجه كوتشما في الانتخابات الرئاسية الأوكرانية في 1999، إلا أن وفاته المفاجئة والغامضة في حادث سيارة أنهت حملته الانتخابية. يُذكر أن تشيرنوفيل كان أحد أهم الشخصيات التي ساهمت في استعادة أوكرانيا استقلالها في 1991.

## النشأة وتعليمه
وُلِد فياتشيسلاف ماكسيموفيتش تشيرنوفيل في 24 ديسمبر عام 1937 في قرية يركي، في ما كان يُعرف آنذاك بجمهورية أوكرانيا الاشتراكية السوفيتية، لعائلة من المعلمين. وكان والده ماكسيم إيوسيبوفيتش تشيرنوفيل ينحدر من نبلاء القوزاق، بينما كانت والدته جزءًا من عائلة تيريشنكو الأرستقراطية. وعلى الرغم من سياسة الإلحاد السوفيتية وترويس أوكرانيا، نشأ تشيرنوفيل الصغير ضمن التقاليد المسيحية الأوكرانية، حيث كانت عائلته تحتفل بالأعياد الأوكرانية في منزلهم.
وُلِد فياتشيسلاف ونشأ أثناء التطهير الكبير، وهيمن على طفولة فياتشيسلاف القمع السوفيتي؛ فقد أُعدم عمه لأبيه بيترو إيوسيبوفيتش، بينما عاش والده هاربًا. وكانت الأسرة تنتقل بانتظام من قرية إلى أخرى في محاولة من ماكسيم للتهرب من الاعتقال. وخلال الحرب العالمية الثانية والاحتلال الألماني لأوكرانيا عاشت عائلة تشيرنوفيل في قرية هوساكوف، حيث التحق فياتشيسلاف بالمدرسة. وقد ادعى لاحقًا في سيرته الذاتية أنه بعد استعادة هوساكوف من قبل الاتحاد السوفيتي طُردت عائلته من القرية. وعاشوا لاحقًا في فيلكوفيتس، حيث كانوا يعيشون قبل هوساكوف، وهناك تخرج فياتشيسلاف لاحقًا من المدرسة الإعدادية بميدالية ذهبية في عام 1955.
التحق تشيرنوفيل بجامعة تاراس شفتشينكو الوطنية في كييف في نفس العام، ودرس ليصبح صحفيًا. في هذا الوقت انضم أيضًا إلى كمسمول، قسم الشباب في الحزب الشيوعي للاتحاد السوفيتي. وخلال فترة وجوده في كييف اكتسب تشيرنوفيل اهتمامًا بالسياسة أولاً، وأصبح مؤمنًا قويًا بأخوية الشعوب والأممية. وقد أثار استياءه رد الفعل السلبي من قبل سكان كييف الناطقين باللغة الروسية تجاه أولئك الذين تحدثوا اللغة الأوكرانية وتركه مع وعي متزايد بمكانته كأوكراني. ومثل غيره من الناشطين السوفييت الشباب في ذلك الوقت تأثر تشيرنوفيل أيضًا بالمؤتمر العشرين للحزب الشيوعي للاتحاد السوفيتي في عام 1956، حيث ندد نيكيتا خروتشوف بحكم جوزيف ستالين.
أدت آراء تشيرنوفيل غير التقليدية إلى صراعه مع صحيفة الكلية، التي أدانته بتهمة «التفكير غير القياسي» في عام 1957. ونتيجة لذلك أُجبر على التوقف عن دراسته وأُرسل للعمل كعامل بناء في فرن صهر في مدينة جدانوف في دونباس (المعروفة اليوم باسم ماريوبول). كما عمل محررًا متجولًا لصحيفة كييف كمسموليتس. وبعد عام عاد إلى دراسته، وتخرج في عام 1960 بامتياز. وكانت أطروحته للدبلومة عن الأعمال الدعائية لبوريس هرينشينكو. وفي نفس العام تزوج بزوجته الأولى إيرينا برونيفيتس. وأنجب الاثنان ابنًا واحدًا اسمه أندريه، قبل طلاقهما في عام 1962.

## مسيرته الصحفية والحزبية
بعد تخرج تشيرنوفيل أصبح محررًا في تلفزيون لفيف (الآن سوسبيلني لفيف) في يوليو عام 1960، حيث عمل سابقًا كمساعد منذ يناير من نفس العام. وخلال هذا الوقت التقى زينوفي كراسيفسكي وتعامل معه، والذي كان يدرس الصحافة التلفزيونية في جامعة لفيف. ومثل تشيرنوفيل، أصبح كراسيفسكي لاحقًا زعيمًا للحركة المنشقة. وكتب تشيرنوفيل آنذاك نصوصًا لبث القناة، تتعلق بتاريخ الأدب الأوكراني بشكل أساسي. وجرى بث ثلاثة منها على الأقل (عن ميخايلو ستيلماخ، وفاسيل تشوماك، ومجموعة يونغ ميوز) في عام 1962. خلال ذلك الوقت تناول تشيرنوفيل أيضًا النقد الأدبي، مع التركيز بشكل خاص على أعمال هرينتشينكو، وتاراس شيفتشينكو، وفولوديمير ساميلينكو.
ترك تشيرنوفيل وظيفته في تلفزيون لفيف في مايو عام 1963 ليعود إلى كييف. وهناك أصبح سكرتيرًا لمنظمة كييف كمسمول لبناء محطة الطاقة الكهرومائية في كييف. وعمل في الوقت نفسه محررًا لصحيفتي يونغ غارد وسيكند ريدينغ اللتين تتخذان من كييف مقرًا لهما، وكان جزءًا من نادي الشباب الفني، وهي مجموعة غير رسمية من المثقفين التابعين لحركة ستينيين (سيكستيرس) للثقافة المضادة. وفي يونيو عام 1963 تزوج تشيرنوفيل زوجته الثانية أولينا أنتونيف، وبحلول عام 1964 ولد ابن تشيرنوفيل الثاني تاراس. كما اجتاز تشيرنوفيل أيضًا امتحانات الدورات الدراسية العليا في الجامعة الوطنية التربوية دراغومانوفا في عام 1964، لكنه حُرم من حق أخذ الدورات على أساس معتقداته السياسية، وعلى وجه الخصوص انضمامه إلى نادي الشباب الفني.
تميز (يوم شيفتشينكو) في 9 مارس عام 1964 باحتفالات في جميع أنحاء الاتحاد السوفيتي بمناسبة الذكرى السنوية المئة والخمسين لميلاد تاراس شيفتشينكو. وكجزء من احتفالات يوم شيفتشينكو ألقى تشيرنوفيل خطابًا أمام عمال محطة الطاقة الكهرومائية في كييف. وخلال خطابه وصف شيفتشينكو بأنه بطل أوكراني فريد من نوعه، رافضًا التفسيرات الرسمية التي أكدت على دور شيفتشينكو في الأنشطة المناهضة للقنانة. وربط تشيرنوفيل حياة شيفتشينكو بتاريخ الأوكرانيين، فقال: «دعونا نقرأ كوبزار معًا، وسوف نرى أنه في كل أعمال الشاعر، من السطر الأول إلى الأخير، يمر خط أحمر من خلال الحب المرتجف للوطن الأصلي المهان والمحتقر»، وأن أعمال شيفتشينكو نفسها زعمت أن «كل نظام مبني على اضطهاد الإنسان للإنسان، وعلى ازدراء الكرامة الإنسانية وحقوق الإنسان الأساسية، وعلى قمع الأفكار الإنسانية الحرة، وعلى اضطهاد أمة من قبل أمة أخرى، وفي أي شكل جديد قد يخفيه - فهو ضد الطبيعة البشرية، ويجب تدميره».
يشير المؤرخ ياروسلاف سيكو إلى أن خطاب تشيرنوفيل جعله عضوًا في حركة الستينيين. ومع ذلك فإنه يشير أيضًا إلى أن الخطاب كان بعيدًا عن أهم عمل لحركة الستينيين وأن دور تشيرنوفيل كان ضئيلًا مقارنة بأفراد مثل إيفان دزيوبا، كاتب كتاب أممية أم ترويس؟، ويوهين سفرستيوك. وفي 8 أغسطس عام 1965 أثناء افتتاح نصب تذكاري لشيفتشينكو في قرية شيشوري، ألقى تشيرنوفيل خطابًا يحمل دلالات معادية للشيوعية بشدة. ونتيجة لذلك طُرد من وظيفته في كمسمول. وبعد طرده كتب تشيرنوفيل عدة رسائل إلى قيادة كمسمول في محاولة لإثبات براءته.

## منشق وناشط في مجال حقوق الإنسان

### 1965–1966 التطهير
في العام التالي بدأت سلسلة من الاعتقالات الجماعية لمثقفي الستينيين بعد إقالة خروتشوف واستبداله بليونيد بريجنيف. واحتجاجًا على الاعتقالات نظم تشيرنوفيل وكذلك دزيوبا والطالب فاسيل ستوس احتجاجًا داخل مسرح كييف السينمائي في أوكرانيا خلال العرض الأول لفيلم ظلال الأجداد المنسيين لسيرغي باراجانوف في 4 سبتمبر. وقال دزيوبا إن عظمة الفيلم طغت عليها عمليات التطهير الجارية، وبينما كان يجري اصطحابه خارج المسرح دعا ستوس أولئك «المعارضين لإحياء الستالينية» في الجمهور إلى الوقوف. وكان الاحتجاج أحد الاحتجاجات المفتوحة الأولى من قبل الأوكرانيين ضد وضعهم في الاتحاد السوفيتي. وفي 31 سبتمبر فتشت المخابرات السوفيتية شقته في لفيف، وصادرت 190 كتابًا. وشملت الأدبيات المصادرة سجلات غاليسيا-فولينيا، وكتب نشأة الشعب الأوكراني، والدراسات والمقالات للمؤلفين بانتيليمون كوليش، وفولوديمير أنتونوفيتش، وفولوديمير هناتيوك، وديميترو دوروشينكو، وإيفان كريبياكيفيتش، وفولوديمير فينيتشينكو، بالإضافة إلى كتب التاريخ عن الحرب العالمية الأولى وفترة ما بين الحربين العالميتين.
في وقت لاحق من ذلك العام، ومع استمرار عمليات التطهير، طُلب إلى تشيرنوفيل الإدلاء بشهادته في محاكمات ميخايلو أوسادشي، وبودان وميخايلو هورين، وميروسلافا زفاريشيفسكا. رفض تشيرنوفيل المشاركة، ونتيجة لذلك طُرد من منصبه كمحرر في صحيفة سيكند ريدينغ. ولجأ إلى ساميزدات، ونشر محكمة للقانون أم عودة للإرهاب؟ في مايو عام 1966. وفي 8 يوليو أدين بموجب المادة 179 من القانون الجنائي لجمهورية أوكرانيا الاشتراكية السوفيتية، وحُكم عليه بالسجن لمدة ثلاثة أشهر مع الأشغال الشاقة مع حجب 20٪ من الراتب. وخلال هذه الفترة عمل في وظائف مختلفة، بما في ذلك فني في بعثات أكاديمية العلوم في أوكرانيا إلى جبال الكاربات، وكمعلن في كييف كنيه توره، وكمدرس في مركز لفيف الإقليمي لحماية الطبيعة.

## وصلات خارجية
- "Vyacheslav Chornovil biography". People's Movement of Ukraine (Rukh) website (بالأوكرانية). Archived from the original on 2006-09-07.
- Ukrainian Weekly newspaper biography
- Vyacheslav Chornovil's Death
- Pictures of the Monument
- Obituary, The Times
- "He who awake the Stone state" (DVD) in the library of the Kyiv-Mohyla Academy نسخة محفوظة 1 March 2012 على موقع واي باك مشين.